# Comité olympique maltais
Le Comité olympique maltais (en maltais, Kumitat Olimpiku Malti) est l'organisation sportive de Malte qui sert de comité national olympique depuis sa fondation en 1928 à Il-Gżira. Il est reconnu par le CIO depuis 1936.